# Stenoterommata tenuistyla
Stenoterommata tenuistyla là một loài nhện trong họ Nemesiidae.
Stenoterommata tenuistyla được miêu tả năm 1995 bởi Goloboff.